# オキーチョビー郡 (フロリダ州)
オキーチョビー郡（英: Okeechobee County）は、アメリカ合衆国フロリダ州のフロリダ半島中央部に位置する郡である。2010年国勢調査での人口は39,996人であり、2000年の35,910人から11.4%増加した。郡庁所在地はオキーチョビー市（人口5,621人）であり、同郡で人口最大の都市でもある。
オキーチョビー郡はその全体でオキーチョビー小都市圏を構成している。

## 歴史

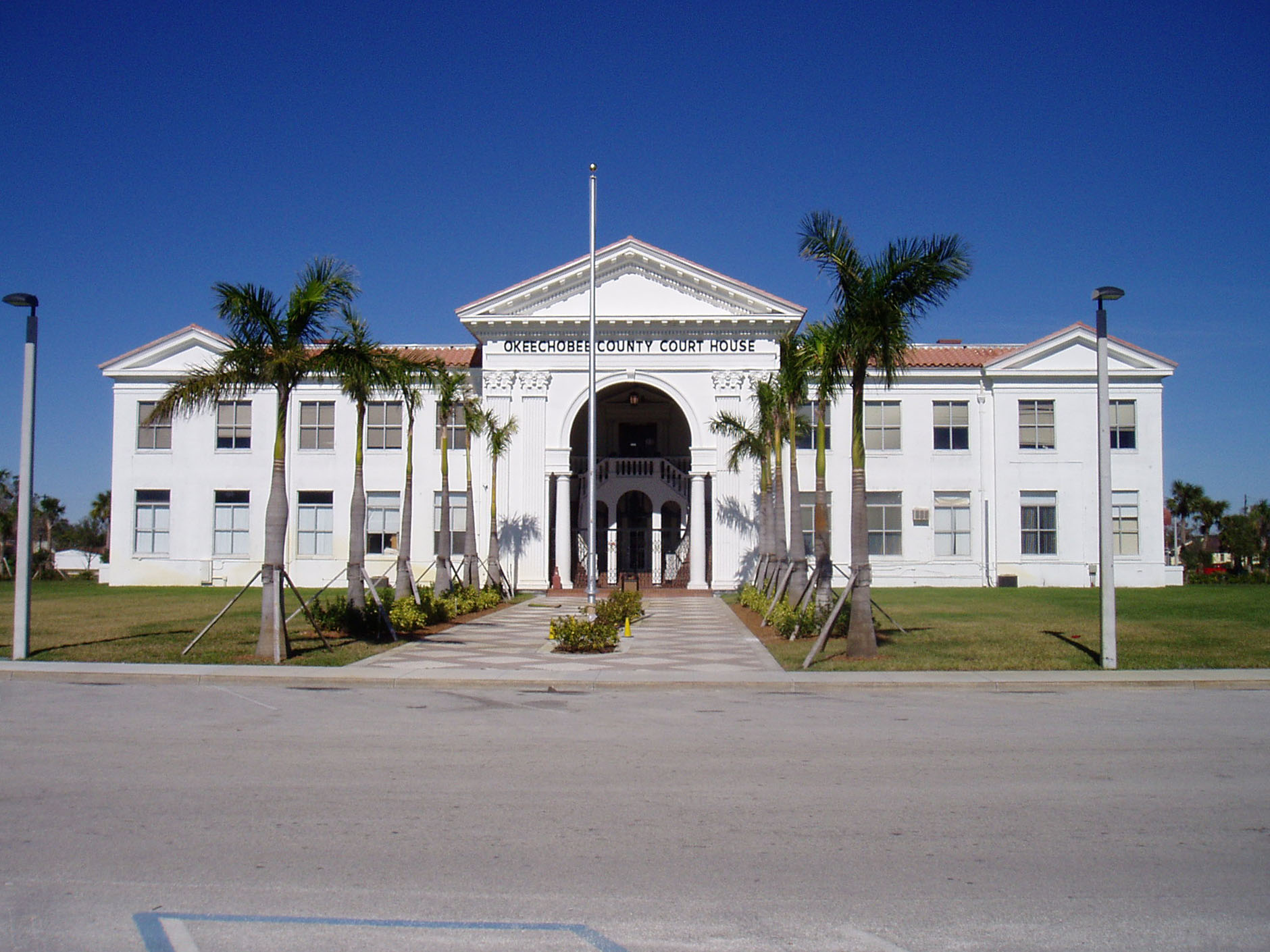
オキーチョビー郡庁舎、1926年建設

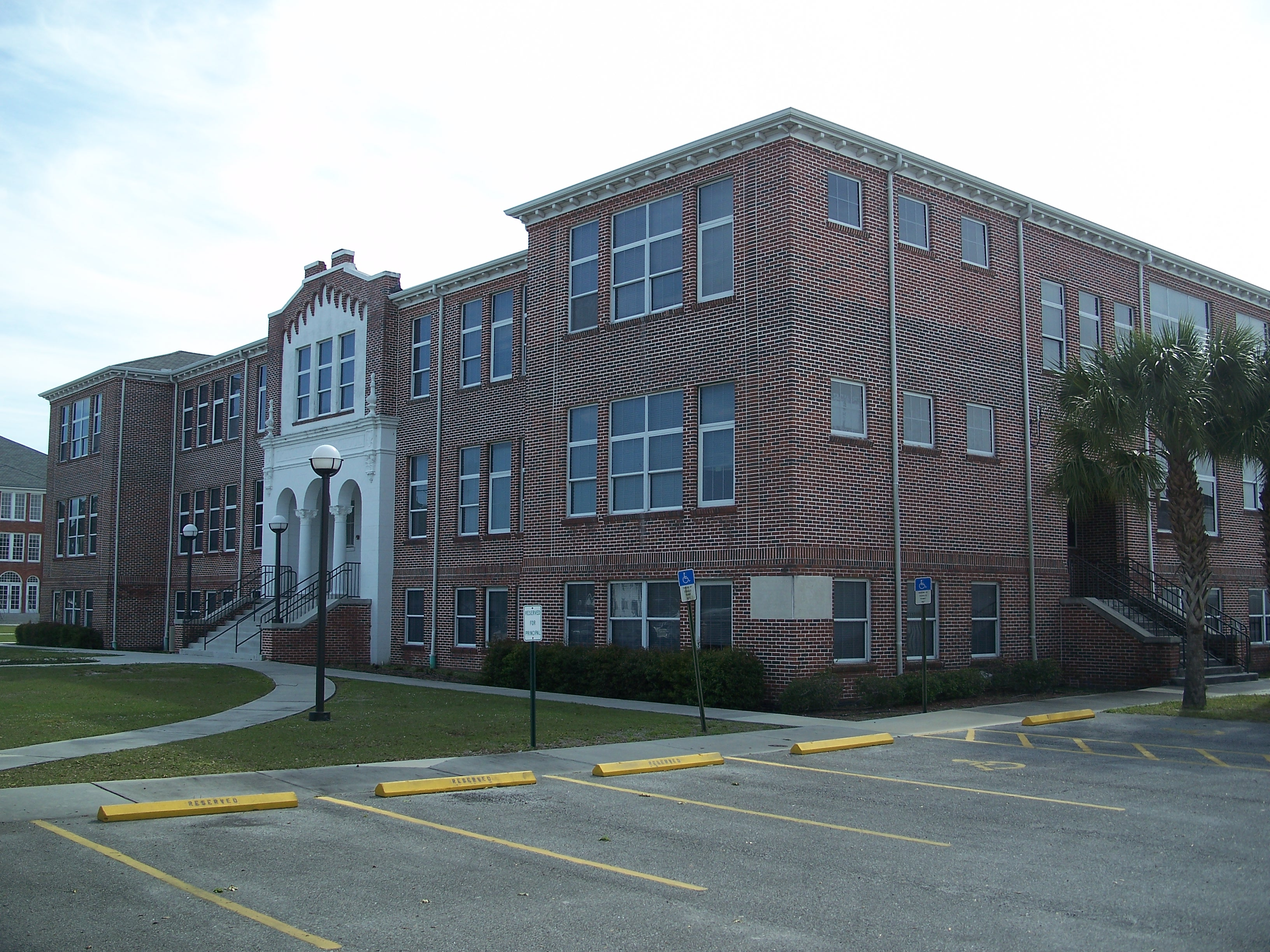
オキーチョビー高校、1925年建設、現在はフレッシュマン・キャンパス

オキーチョビー郡は1917年に設立された。郡名はオキーチョビー湖から採られており、「オキーチョビー」という言葉は、ヒチティ族インディアンの言語でoka （水）と chobi （大きな）を合わせたものである。

### 歴史的な建築物
- 第一ユナイテッド・メソジスト教会、1924年建設
- フリードマン・ローラーソン邸、1923年建設
- オキーチョビー郡庁舎、1926年建設

## 地理
アメリカ合衆国国勢調査局に拠れば、郡域全面積は891.57平方マイル (2,309.2 km2)であり、このうち陸地773.94平方マイル (2,004.5 km2)、水域は117.63平方マイル (304.7 km2)で水域率は13.19%である。

### 隣接する郡
- インディアンリバー郡 - 北東
- マーティン郡 - 東
- セントルーシー郡 - 東
- パームビーチ郡 - 南東
- グレーズ郡 - 南西
- ヘンドリー郡 - 南西
- ハイランズ郡 - 西
- ポーク郡 - 北西
- オセオラ郡 - 北西

## 人口動態
以下は2000年国勢調査による人口統計データである。
| 基礎データ - 人口: 35,910人 - 世帯数: 12,593 世帯 - 家族数: 9,016 家族 - 人口密度: 18人/km2（46人/mi2） - 住居数: 15,504軒 - 住居密度: 8軒/km2（20軒/mi2） 人種別人口構成 - 白人: 79.28% - アフリカン・アメリカン: 7.92% - ネイティブ・アメリカン: 0.54% - アジア人: 0.67% - 太平洋諸島系: 0.04% - その他の人種: 9.56% - 混血: 1.99% - ヒスパニック・ラテン系: 18.61% 年齢別人口構成 - 18歳未満: 25.2% - 18-24歳: 9.5% - 25-44歳: 27.1% - 45-64歳: 21.9% - 65歳以上: 16.3% - 年齢の中央値: 37歳 - 性比（女性100人あたり男性の人口） - 総人口: 115.5 - 18歳以上: 115.2 | 世帯と家族（対世帯数） - 18歳未満の子供がいる: 30.4% - 結婚・同居している夫婦: 55.5% - 未婚・離婚・死別女性が世帯主: 10.7% - 非家族世帯: 28.4% - 単身世帯: 21.5% - 65歳以上の老人1人暮らし: 10.1% - 平均構成人数 - 世帯: 2.69人 - 家族: 3.07人 収入と家計 - 収入の中央値 - 世帯: 30,456米ドル - 家族: 35,163米ドル - 性別 - 男性: 25,574米ドル - 女性: 20,160米ドル - 人口1人あたり収入: 14,553米ドル - 貧困線以下 - 対人口: 16.0% - 対家族数: 11.8% - 18歳未満: 19.9% - 65歳以上: 10.3% |

## 都市と町

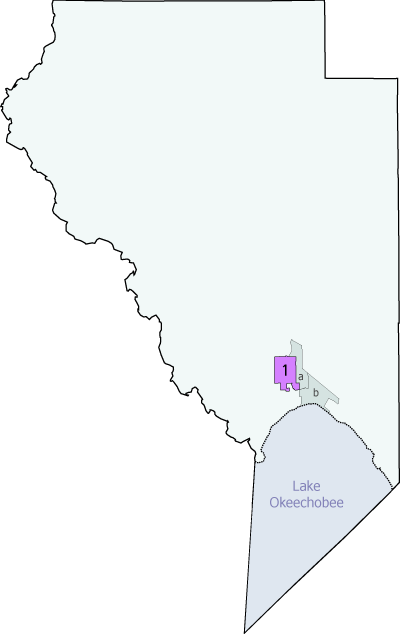
オキーチョビー郡の法人化自治体(1)と国勢調査指定地域(a,b)

### 法人化自治体
1. オキーチョビー市 - 郡庁所在地

### 未編入の町
- a.サイプレスクォーターズ（国勢調査指定地域）
- b.テイラークリーク（国勢調査指定地域）
- エンシャントオークス
- カッターソン
- バーバークォーターズ
- ベイシンガー
- バスウッドエステイツ
- ディキシーランチエーカーズ
- フォートドラム
- ヒロロ
- ミルドレッド
- シャーマン
- トレジャーアイランド
- アップザグローブビーチ
- ウィスパリングパインズ
- フォーシーズンズ

### 政府関連
- Okeechobee County Board of County Commissioners
- Okeechobee County Clerk
- Okeechobee County Supervisor of Elections
- Okeechobee County Property Appraiser
- Okeechobee County Sheriff's Office
- Okeechobee County Tax Collector

### 特殊地区
- - School Board of Okeechobee County
  - Indian River Community College
  - South Florida Water Management District
  - St. Johns River Water Management District
  - Heartland Library Cooperative
    - Tampa Bay Library Consortium

### 司法関連
- - Okeechobee County Clerk of Courts
  - Public Defender, 19th Judicial Circuit of Florida
  - State Attorney, 19th Judicial Circuit of Florida
  - Circuit and County Courts for the 19th Judicial Circuit of Florida

### 民間
- Okeechobee Official Discussion Forum
- Willson-Mixon & Associates, Inc.
- Okeechobee County Tourist Development Council
- Okeechobee County Guide
- Okeechobee News local newspaper for Okeechobee County, Florida fully and openly available in the Florida Digital Newspaper Library

座標: 北緯27度23分 西経80度53分 / 北緯27.39度 西経80.89度